# Бетев, Сергей Михайлович

Бетёв С.М.

Серге́й Миха́йлович Бетев (Бетёв) (17 марта 1929, Катайское, Уральская область — 1 февраля 1990, Свердловск) — русский и советский писатель. Член Союза писателей СССР и РСФСР (с 1965).

## Биография
Сергей Михайлович Бетев родился 17 марта 1929 года в рабочей семье в селе Катайском Катайского сельсовета Катайского района Шадринского округа Уральской области РСФСР, ныне город Катайск — административный центр Катайского муниципального округа Курганской области.
После окончания в 1952 году Уральского государственного университета работал литературным сотрудником в газетах «На смену!», «Уральский рабочий», «Советская Киргизия», редактором отдела прозы журнала «Урал».
Трудился на Свердловском инструментальном заводе, был оперуполномоченным в Свердловском областном управлении внутренних дел.
Член Союза писателей СССР и РСФСР с 1965 года.
Сергей Михайлович Бетев умер 1 февраля 1990 года в городе Свердловске. Похоронен на Сибирском кладбище Октябрьского района города Свердловска Свердловской области, ныне город  Екатеринбург — административный центр той же области.

## Творчество
Дебютировал как прозаик в 1950 году, ещё студентом, на практике в Якутии, опубликовав в газете «Социалистическая Якутия» рассказ «Голос сердца».
Создал ряд повестей о трудовом подвиге уральцев во время Великой Отечественной войны.
Благодаря опыту, полученному в органах МВД СССР, С. Бетев — автор популярной серии остросюжетных милицейских повестей, которые знакомят читателя со сложностями оперативной работы, помогают глубже понять и оценить её значимость, героико-приключенческих повестей.
Печатал в журналах «Юность», «Уральский следопыт» и др.

### Книги
- Детыненко А.С. и Бетев С.М. Следствие закончено (Из будней уголовного розыска). — Фрунзе: Киргизгосиздат, 1957. — 196 с. — 12 000 экз.[2]
- Бетев С.М. Своя звезда / Илл. заслуж. деят. искусств И. Симонов. — Свердловск: Сред.-Уральское кн. изд., 1966. — 158 с. — 75 100 экз.[3]
- Бетев С.М. Эшелон идет в Россию. Роман. — Свердловск: Сред.-Уральское кн. изд., 1964. — 379 с. — 30 000 экз.[4]
- Бетев С.М. Иду по следу… / Илл.  М. Заводчиков и В. Бубенщиков. — Свердловск: Сред.-Урал. кн-изд-во, 1970. — 255 с. — 75 000 экз.[5]
- Бетев С.М. О ложной романтике, оружии и уголовном кодексе / Ред.-сост. Л. Золотарева. — Свердловск: Сред.-Урал. кн-изд-во, 1970. — 26 с. — (Будь мужчиной). — 75 000 экз.[6]
- Бетев С.М. Эшелон идет в Россию. Роман / Ил. Л. Саксонов. — М.: Сов. писатель, 1971. — 384 с. — 100 000 экз.[7]
- Бетёв С.М. Без права на поражение : Повести о милиции / Худож. А.А. Казанцев. — Свердловск: Сред.-Урал. кн. изд-во, 1976. — 351 с. — 100 000 экз.[8]
- Бетев С.М. Без права на поражение : Повести о милиции / Худож.  Земцов О.В.. — Свердловск: Сред.-Урал. кн. изд-во, 1979. — 350 с. — 50 000 экз.[9] (диплом на Всесоюзном конкурсе, посвящённом 60-летию МВД и 100-летию Ф. Э. Дзержинского)
- Бетев С.М. Своя звезда / Худож. В.Г. Сысоев. — Свердловск: Сред.-Урал. кн. изд-во, 1981. — 206 с. — 50 000 экз.[10]
- Бетев С.М. Разыскивается… Трое суток из жизни инспектора : Повести / Худож. Н.С. Михайлов. — М.: журн. «Сов. милиция», 1981. — 80 с. — (Б-чка журн. «Сов. милиция»; № 4 (10)). — 150 000 экз.[11]
- Бетев С.М. А фронт был далеко : Повести / Послесл. Л. Румянцева; Худож. А. Вохменцев. — Свердловск: Сред.-Урал. кн. изд-во, 1989. — 333 с. — (Всерос. сер. «Мужество»). — 75 000 экз. — ISBN 5-7529-0147-2.[12]

## Награды
- Диплом Всесоюзного литературного конкурса, посвященного 60-летию Советской милиции и 100-летию Ф. Э. Дзержинского (Москва, 1978)
- Премия им. Н. И. Кузнецова (1982)